# Edith Kleven
Edith Kleven (20 februari 1919 - 12 januari 1993) was een schaatsster uit Noorwegen. 

## Resultaten

### Wereldkampioenschappen
| Jaar | Jaar     | Plaats | Resultaten  | Resultaten                             |
| ---- | -------- | ------ | ----------- | -------------------------------------- |
| 1938 | Allround | Oslo   | 8e Allround | 9e 500 m 8e 1000 m 8e 3000 m 8e 5000 m |

### Noorse kampioenschappen
| Jaar | Resultaten  | Resultaten                             |
| ---- | ----------- | -------------------------------------- |
| 1938 | 4e Allround | 3e 500 m 6e 1000 m 5e 1500 m 4e 3000 m |
| 1939 | Allround    | 4e 500 m 4e 1000 m 3e 1500 m 3e 3000 m |
| 1940 | 5e Allround | 6e 500 m 5e 1000 m 4e 1500 m 4e 3000 m |

## Persoonlijke records
| Afstand    | Tijd     | Datum           | Baan   |
| ---------- | -------- | --------------- | ------ |
| 500 meter  | 54,80    | 27 januari 1940 | Larvik |
| 1000 meter | 1.54,10  | 9 februari 1938 | Oslo   |
| 1500 meter | 2.55,20  | 27 januari 1940 | Larvik |
| 3000 meter | 6.14,10  | 27 januari 1940 | Larvik |
| 5000 meter | 10.43,70 | 9 februari 1938 | Oslo   |